# Richard Forsslund
Richard Constantin Forsslund, född 17 september 1854 i Klinte socken, död 3 april 1920 i Stockholm, var en svensk skådespelare.
Efter studier vid Kungliga teatrarnas elevskola började Forsslund sin teaterbana hos Edvard Stjernström vid Nya teatern i samband med dess invigning 1875. 1877 knöts han till E. Åsbjörnssons sällskap och var sedan enbart knuten till resande teatersällskap under närmare 40 år. Forsslund tillhörde flera av de främsta sällskapen som 1881–1882 Thérèse Elfforss', 1887–1889 William Engelbrechts, 1891–1897 Hjalmar Selanders, 1897–1902 Emil von der Ostens, 1902–1907 Håkansson-Svennberg-turnén och 1909–1911 Albert Ranfts dramatiska avdelning. Forsslund utförde under sin tid vid teatern en mängd roller, men spelade främst i salongskomedier, där han korrekta, en smula militäriska snitt och hans sonora stämma kunde utnyttjas. Han spelade även andra roller som Karl IX i Daniel Hjort, Krogstad i Ett dockhem, Hjalmar Ekdal i Vildanden, John Knox i Maria Stuart i Skottland, Birger Jarl i Bröllopet på Ulfåsa, Lord Rochester i Jane Eyre, Gammel-Erik i Hin och smålänningen, och Gustav Vasa i Strindbergs pjäs med samma namn.
Han var gift med Hilda Forsslund.